# ヴィルヘルム・フェルスター
ヴィルヘルム・フェルスター（Wilhelm Julius Foerster, 1832年12月16日 - 1921年1月18日）は、ドイツの天文学者。平和主義者で倫理学者のフリードリヒ・ヴィルヘルム・フェルスターは、息子である。

## 人物
シレジアに生まれ、ヨハン・フランツ・エンケの助手として働いた。教授資格を取得して、1863年ベルリン大学の准教授に就任した。1865年にエンケが亡くなると1903年までベルリン天文台の長を務めた。
1860年、オスカー・レサーとともに小惑星エラトを発見したが、これは2人以上の観測者によって発見された最初の小惑星であった。
アルベルト・アインシュタインらとともにドイツ倫理文化学会やドイツ平和学会に参加し、第一次世界大戦前のナショナリズムの高まりに危機感を示した。またドイツの93人の文化人が戦争を支持するAufruf an die Kulturweltという文書に署名した時には、アインシュタイン、哲学者のオットー・ビューク、生理学者のゲオルク・ニコライとともに、戦争に反対するAufruf an die Europäerという文書に4人で署名した。
6771番の小惑星フェルスターは、彼にちなんで名づけられた。